# Eréndira
Erêndira é um filme luso-teuto-mexicano de 1983 dirigido por Ruy Guerra.
O roteiro é de Gabriel García Márquez, baseado em seu conto La increíble y triste historia de la cándida Eréndira y de su abuela desalmada.
Erendira vivia com sua avó quando um descuido da menina fez com que a casa pegasse fogo. Sua avó decidiu que o melhor meio de reparar as perdas seria prostituindo a neta.

## Elenco
- Irene Papas… A Avó
- Claudia Ohana… Erêndira
- Michael Lonsdale… Senador Onésimo Sanchez
- Oliver Wehe… Ulisses
- Rufus… O Fotógrafo
- Blanca Guerra… mãe de Ulisses
- Ernesto Gómez Cruz… Comerciante
- Pierre Vaneck… pai de Ulisses
- Carlos Cardán… contrabandista
- Humberto Elizondo… Blacaman
- Jorge Fegán… comandante
- Francisco Mauri… carteiro
- Sergio Calderón… caminhoneiro
- Martín Palomares… acompanhante
- Salvador Garcini… manipulador de bonecos
- Félix Bussio Madrigal… noivo
- Juan Antonio Ortiz Torres… músico
- Carlos Calderón… Missionário
- René Barrera… chefe indígena
- Leonor Llausás… prostituta
- Maristell Abrossi… prostituta
- Lázara Delgado… prostituta
- Lali Rofftel… religiosa
- Natalie Eckelkamp… religiosa
- Rodolfo Carrillo… soldado
- Fernando García Ortega… soldado
- Gaspar Humberto Mena Escobar… diretor
- Eduardo Danel… contrabandista
- Tomás Delgado Leal… carteiro
- Delia Casanova… narrador

## Prêmios e indicações
- Festival de Cannes (Palma de Ouro) - 1984

-Indicado:
Melhor diretor
- Academia Mexicana de Artes y Ciencias Cinematográficas

-Vencedor:
Melhor cenografia